# Nullité de la dérivée covariante du tenseur métrique
La nullité de la dérivée covariante du tenseur métrique {\displaystyle g_{\alpha \beta }} d'une variété riemannienne exprime le fait que la même mesure est appliquée en tout point de la variété. En termes mathématiques, elle s'exprime sous la forme : {\displaystyle g_{\alpha \beta ;\gamma }=0} où {\displaystyle g_{\alpha \beta ;\gamma }} représente les composantes de la dérivée du tenseur. Cette propriété
peut se démontrer de deux façons :
- par un raisonnement mathématique, en posant explicitement le calcul avec les coefficients de Christoffel ;

- par un raisonnement physique, dans le cadre de la relativité générale.

Détail du raisonnement physique : le principe d'équivalence stipule qu'il est toujours possible de trouver un référentiel lorentzien local où les dérivées premières de la métrique sont nulles, c'est-à-dire : {\displaystyle g_{\alpha \beta ,\gamma }=0}. Or, les coefficients de Christoffel ne dépendent que des dérivées premières de la métrique, on a donc : {\displaystyle \Gamma _{\alpha \beta \gamma }=0} et {\displaystyle g_{\alpha \beta ;\gamma }=0}.
Cette relation tensorielle étant vraie dans tout référentiel lorentzien local, d'après le principe d'équivalence, elle l'est également dans un référentiel quelconque.